# Islamisk præstestyre
Islamisk præstestyre er et teokratisk styre, hvor de ledende kræfter ligger hos mullaherne. Ordet mullah (oprindelig mawla) stammer fra arabisk og betyder lærd, og man kan derfor med rette kalde et islamisk præstestyre, de lærdes styre.
Under Islam er en mullah en lærd mand, en lærer eller en med kendskab til islamisk Sharia lovgivning. I Indien bruges ordet mullah også om folk der bl.a. læser Koranen.